# Bouteloua warnockii
Bouteloua warnockii är en gräsart som beskrevs av Gould och Zarir Jamasji Kapadia. Bouteloua warnockii ingår i släktet Bouteloua och familjen gräs. Inga underarter finns listade i Catalogue of Life.